# В саду (картина Ренуара)
«В саду» — картина Пьера Огюста Ренуара из собрания Государственного Эрмитажа.
Одна из значительных  работ Ренуара, была создана в 1885 году и несет на себе явный оттенок автобиографичности художника. 21 марта 1885 года Алина Шариго родила Ренуару первенца и фактически с этого момента у них началась настоящая семейная жизнь. На картине изображен решительный момент объяснения в любви: мужчина явно предложил своей любимой руку и сердце, уже сказаны все слова и он ждёт решения девушки; девушка же запечатлена в момент принятия решения, она имеет несколько растерянный и задумчивый вид.
Моделями для картины послужили сама Алина Шариго и молодой (на тот момент ему 23 года) французский художник Анри Лоран-Деруссо. Известен небольшой этюд/набросок этой картины, который находится в частной коллекции, там изображены головы и плечи персонажей, причем зеркально по отношению к последующей картине
Картина долгое время находилась в собственности Ренуара и нигде не выставлялась, оставаясь практически неизвестной; 7 декабря 1901 года была выкуплена Дюран-Рюэлем у художника за 10000 франков, через два года её за 50000 франков купил немецкий коллекционер Отто Герстенберг. Во время Второй мировой войны была захвачена советскими войсками и отправлена в СССР в счет репараций; долгое время хранилась в запасниках Государственного Эрмитажа и впервые была показана публике лишь в 1995 году на Эрмитажной выставке трофейного искусства; с 2001 года числится в постоянной экспозиции Эрмитажа и с конца 2014 года выставляется в Галерее памяти Сергея Щукина и братьев Морозовых в здании Главного Штаба (зал 408).